# Ernst Behringer

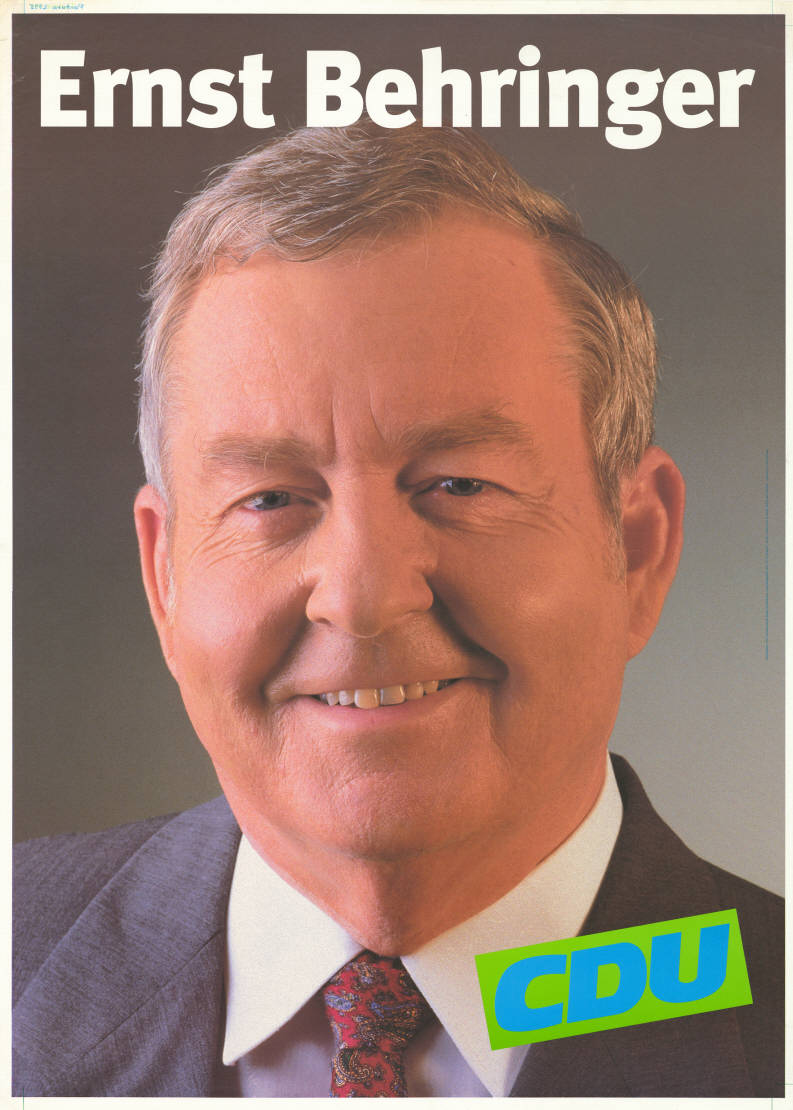
Kandidatenplakat zur Landtagswahl in Baden-Württemberg 1996

Ernst Behringer (* 4. März 1942 in Schönenberg, Landkreis Lörrach; † 11. März 2023) war ein deutscher Politiker der CDU und von 1994 bis 2011 Mitglied des Landtags von Baden-Württemberg.

## Leben und Beruf
Ernst Behringer besuchte die Volksschule und kaufmännische Berufsschule, er absolvierte eine Ausbildung zum Industriekaufmann. Von 1962 bis 1993 war er Soldat bei der Bundeswehr beim Stab der 10. Panzerdivision in Sigmaringen. Er wurde am 31. März 1993 gemäß dem Personalstrukturgesetz als Oberstabsfeldwebel in den Ruhestand versetzt.

## Politische Tätigkeit
1967 trat er nach eigenen Aussagen nur für einige Monate in die rechtsextreme NPD ein. 1969 trat er der CDU bei und war 20 Jahre, von 1981 bis 2001, CDU-Kreisvorsitzender im Landkreis Sigmaringen. Des Weiteren war er Ehrenvorsitzender des Stadtverbandes Sigmaringen. Ab 1980 war er Stadtrat in Sigmaringen, seit 1989 als Vorsitzender der CDU-Gemeinderatsfraktion. Behringer war Mitglied des Sigmaringer Bau- und Planungsausschusses. Er war Vorstandsmitglied der Kreismittelstandsvereinigung.
Abgeordneter im Landtag von Baden-Württemberg war er seit dem 21. November 1994. Er rückte für Dietmar Schlee nach, der in den Deutschen Bundestag gewählt wurde. Bei der Landtagswahl 2006 erhielt er im Landtagswahlkreis Sigmaringen 53,8 Prozent der Wählerstimmen. Im Landtag war Behringer Obmann der CDU-Fraktion für Petitionen. 
Am 23. April 2010 erklärte er beim CDU-Parteitag in Sigmaringendorf seinen Verzicht auf eine erneute Kandidatur. Bei der Landtagswahl 2011 trat Tanja Gönner als Erstkandidatin an.

## Sonstige Ämter, Ehrungen und Auszeichnungen
Ernst Behringer war Vorstandsmitglied im Verein der Freunde und Förderer der Hochschule Albstadt-Sigmaringen e.V. Außerdem war er ordentliches Mitglied im Verwaltungsrat der Hohenzollerischen Landesbank Kreissparkasse Sigmaringen und Mitglied des Kuratoriums der Treuhandstiftung Im Miteinander für das Alter der Vinzenz von Paul gGmbH.
Im September 2010 wurde er mit der goldenen Ehrennadel des Gemeindetages Baden-Württemberg ausgezeichnet. 2014 ernannte ihn die Stadt Sigmaringen zum Ehrenbürger.

## Familie und Privates
Ernst Behringer lebte in Sigmaringen, wo er auch sein Abgeordnetenbüro betrieb. Der Christdemokrat war römisch-katholisch und passionierter Tennisspieler.
Am 12. Dezember 2008 heiratete er seine Lebensgefährtin Elisabeth Raith im historischen Saal des Rathauses in Sigmaringen. Die Trauung vollzog der damalige Sigmaringer Bürgermeister Daniel Rapp. Behringer-Raith ist ein Jahr jünger als ihr Mann. Beide waren zuvor verwitwet.